# San Rocco a Pilli
San Rocco a Pilli (già Canonica a Pilli) è una frazione del comune italiano di Sovicille, nella provincia di Siena, in Toscana.
Una piccola porzione del centro abitato ricade nel territorio comunale di Siena.

## Storia
Il territorio della frazione risulta abitato sin dall'epoca antica, come testimoniano ritrovamenti di età etrusca e romana.
Il contado iniziò a popolarsi in epoca alto-medievale, con lo sviluppo di numerose borgate quali Brucciano, Santa Maria a Pilli, San Salvatore a Pilli e San Lorenzo a Pilli. Nel luogo dove sorge adesso San Rocco a Pilli esisteva nel XIV secolo in località Castello un fortilizio. L'esercito imperiale di Carlo V, dopo aver già fatto razzia nell'aprile 1554, il 5 maggio 1554, al culmine di una serie di rappresaglie con la città di Siena assediata, bruciò a tappeto tutto il contado nella parte occidentale, dalla quale pervenivano rifornimenti, e vennero distrutte anche tutte le case delle borgate di San Rocco a Pilli, anche per recuperare il ferro dei chiodi usati nei tetti, per farne palle d'archibugio. 
Il borgo iniziò a svilupparsi intorno al nucleo costituito dalla pieve, e dall'oratorio della Confraternita di San Rocco, istituita nel 1561 e poi soppressa nel 1785 dal granduca Leopoldo I. Con la costituzione della Villa di Cavaglioni, e il restauro della chiesa parrocchiale di San Bartolomeo nella prima metà del XIX secolo, su iniziativa della famiglia Pannocchieschi d'Elci, il borgo allora noto come Canonica a Pilli incrementò progressivamente la propria estensione e i propri abitanti.
Nel 2011, con i suoi 2 579 abitanti, risulta la frazione più popolosa del comune.

## Monumenti e luoghi d'interesse

### Architetture religiose
- Pieve di San Bartolomeo, chiesa parrocchiale della frazione, è un antico edificio medievale, restaurata tra il 1820 e il 1824 in stile neoclassico su disegno di Agostino Fantastici.
- Chiesa di San Salvatore, situata nella località di San Salvatore a Pilli,[5] borgo attestato dal 1250, risale al periodo medievale e si presenta a navata unica e interni decorati in stile barocco.[3]

### Architetture civili
- Villa Cavaglioni, nata originariamente come fortezza nel XIV secolo, si trova oggi lungo la via Grossetana che attraversa il paese. Dal XVIII secolo divenne una villa-fattoria appartenente ai Pannocchieschi d'Elci, che su incarico granducale intrapresero il completamento della bonifica del Padule di Stigliano, costituendo con le terre ottenute una grande proprietà fondiaria. In seguito pervenne alla famiglia Budini Gattai-Galeotti Ottieri della Ciaja-Galli, che la detiene attualmente.

## Infrastrutture e trasporti
La frazione è servita da un proprio svincolo (uscita "San Rocco a Pilli") lungo la strada statale 223 di Paganico che unisce le città di Grosseto e Siena, tratto della più ampia strada europea E78 Grosseto-Fano.

## Sport

### Atletica
- Tuscany Camp, un campo di allenamento[6][7]

### Calcio
- C.S. San Rocco, fondato nel 1928, affiliato alla FIGC dal 1979, con svariate partecipazioni al campionato di Promozione. Sciolto nel 2006 per confluire nella Policras, squadra unica del comune di Sovicille, è stato rifondato nel 2025[8]. Partecipa al campionato di Terza Categoria.
- G.S.A. San Rocco che militava nel campionato amatori UISP senese, fondata nel 1995 e sciolta nel 2025. Nel suo palmarès vantava tre vittorie del campionato provinciale (2003-2004, 2006-2007 e 2024-2025). Disputava le partite interne a Sovicille.